# Roramoscia roraimae
Roramoscia roraimae är en kräftdjursart som först beskrevs av Van Name 1936.  Roramoscia roraimae ingår i släktet Roramoscia och familjen Philosciidae. Inga underarter finns listade i Catalogue of Life.